# Privat-Brauerei Hohenfelde

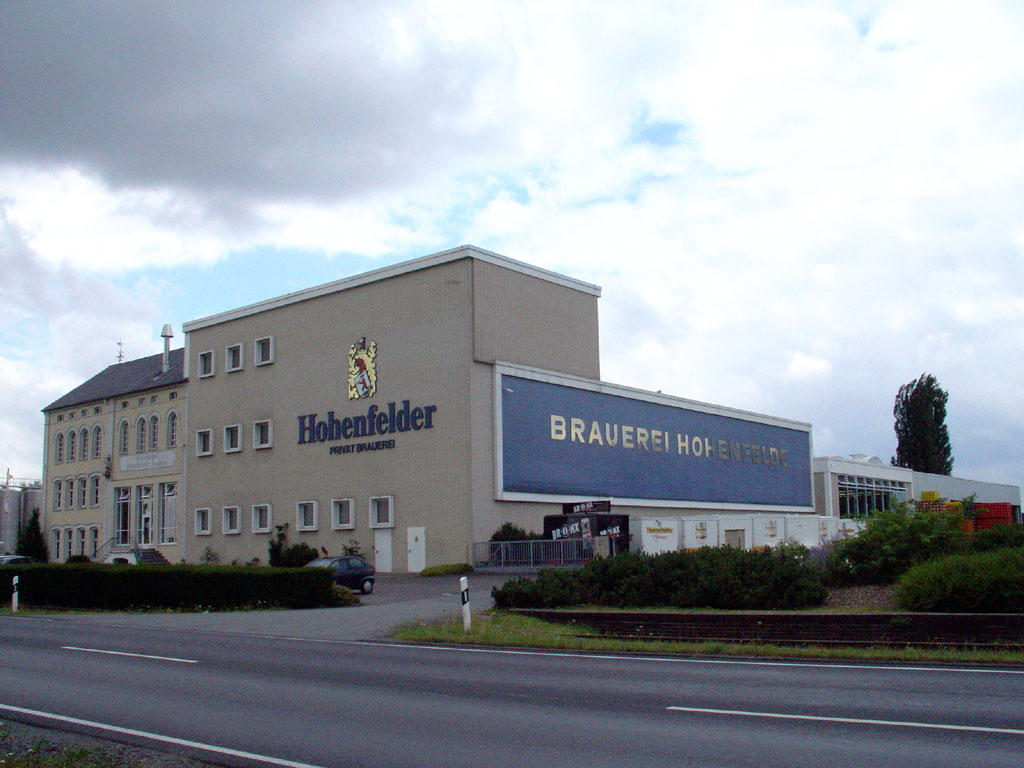
Hauptgebäude der Brauerei

Die Privat-Brauerei Hohenfelde GmbH ist eine Bierbrauerei im westfälischen Langenberg in Nordrhein-Westfalen.

## Unternehmensgeschichte
Die Brauerei wurde 1845 vom königlich-preußischen Amtmann Konrad Hermann Lappmann als „Bayerische und Exportbrauerei“ auf dem Gut „Hohenfelde“ gegründet. Lappmann stellte einen fränkischen Braumeister, Johann Dittmann, ein. Produziert wurde ein Schwarzbier und ein Braunbier. Dittmann wurde später ein Konkurrent mit der ebenfalls in Langenberg produzierenden Brauerei Dittmann (1867).
Lappmann verpachtete 1861 seine inzwischen merklich erweiterte Brauerei und ging als Richter in die Provinz Sachsen. Nach seinem Tod 1874, und besonders seit 1881 unter dem Braumeister und späteren Besitzer Hermann Schütze, entwickelte sich die Brauerei zu einem bedeutenden Betrieb.

## Produkte
Die Brauerei produziert unter der Biermarke Hohenfelder.
Biere:
- Hohenfelder Pilsener
- Hohenfelder Typ 5 (Spezial-Pilsener)
- Hohenfelder Weizen
- Hohenfelder Kellerbier (naturtrüb)
- Hohenfelder Dunkel
- Hohenfelder Radler (Pils mit Zitronenlimonade)
- Hohenfelder Natur-Radler (Pils mit naturtrüber Zitronenlimonade)
- Hohenfelder Bronx (Pils mit Cola)
- Hohenfelder Flieger (Pils mit Orangen-Mandarinenlimonade)
- Käthes Helle Freude (nur in ausgewählten Geschäften)
- Huberts Dunkles Wunder (nur in ausgewählten Geschäften)
- Hohenfelder Winterbock (Bockbier, saisonal).
- Kloster Pilsener (Vertrieb durch Kloster-Brauerei Team Norbert Rabe GmbH & Co KG)[3]

Alkoholfreie Erfrischungsgetränke:
- Hohenfelder Fassbrause No. 1 (Zitrone)
- Hohenfelder alkoholfreies Pilsener
- Hohenfelder Natur-Radler Alkoholfrei (alkoholfreies Pilsener mit Zitronenlimonade)
- Hohenfelder Weizen Alkoholfrei
- Hohenfelder Doppel-Malz (Malztrunk)
- Hohenfelder Frische Mische (Spezi)

Marken, deren Produktion eingestellt wurde:
- Hohenfelder Doppelbock
- Hohenfelder Export
- Hohenfelder Maximum (Starkbier)
- Hohenfelder Maibock (Bockbier)
- Hohenfelder Lenzbock (Bockbier)
- Hohenfelder Wintertraum (dunkles Weihnachtsbier)
- Lappmann’s Dunkel (Dunkelbier, anlässlich des 150-jährigen Firmenjubiläums im Jahre 1994 nach näherungsweise altem Braurezept gebraut)
- Leo’s Bernstein (bersteinfarbig, naturtrüb anlässlich der Landesgartenschau 2008 in Rietberg)
- Hohenfelder Marula (Bier mit Marula-Erfrischungsgetränk)
- Hohenfelder Bali (Weizenbier mit Bananen-Limettenlimonade).

## Sonstiges
Die Brauerei ist Mitglied im Brauring, einer Kooperationsgesellschaft privater Brauereien aus Deutschland, Österreich und der Schweiz.